# Coelorinchus braueri
Coelorinchus braueri és una espècie de peix de la família dels macrúrids i de l'ordre dels gadiformes.

## Morfologia
- Els mascles poden assolir 40 cm de llargària total.[5][6]

## Depredadors
A Sud-àfrica és depredat per Merluccius paradoxus.

## Hàbitat
És un peix d'aigües profundes que viu entre 400-1200 m de fondària.

## Distribució geogràfica
Es troba des d'Angola fins a Moçambic.